# Cros-de-Géorand
Cros-de-Géorand ist eine französische Gemeinde mit 151 Einwohnern (Stand 1. Januar 2022) im Département Ardèche in der Region Auvergne-Rhône-Alpes. Sie gehört zum Arrondissement Largentière und zum Kanton Haute-Ardèche.

## Geographie
Die Gemeinde liegt rund 34 Kilometer südöstlich von Le Puy-en-Velay am Westrand der Bergkette Monts du Vivarais. Nachbargemeinden sind:
- Le Béage im Norden,
- Sainte-Eulalie im Nordosten,
- Usclades-et-Rieutord im Südosten,
- Saint-Cirgues-en-Montagne im Süden und Westen sowie
- Le Lac-d’Issarlès im Nordwesten.

### Hydrologie
Das Gemeindegebiet wird im Süden vom Oberlauf der Loire durchquert, die hier von der Barrage de la Palisse aufgestaut wird. Der Gemeindehauptort selbst liegt im Tal des Flüsschens Tauron, das von der Barrage du Moulin de Peyron ebenfalls aufgestaut wird und über den Fluss Gage zur Loire entwässert.

## Bevölkerungsentwicklung
| Jahr                       | 1968 | 1975 | 1982 | 1990 | 1999 | 2006 | 2016 |
| Einwohner                  | 436  | 348  | 303  | 268  | 205  | 191  | 163  |
| Quellen: Cassini und INSEE |      |      |      |      |      |      |      |